# سووبیتسه (استان ماسوویان)
سووبیتسه (به لهستانی:  Słubice) یک روستا در لهستان است که در گمینا سووبیتسه (استان ماسوویان) واقع شده‌است. سووبیتسه ۲٬۲۰۰ نفر جمعیت دارد.